# Песнь о лесах
Песня о лесах — оратория Дмитрия Шостаковича, написанная летом 1949 года. Она была написана в ознаменование заселения российских степей (Великий план преобразования природы) после окончания Второй мировой войны. Композиция, по сути, была создана для того, чтобы угодить Иосифу Сталину, а оратория славится строками, восхваляющими «великого садовника», хотя выступления после смерти Сталина обычно их пропускали. Премьера в Ленинградской филармонии под управлением Евгения Мравинского состоялась 15 ноября 1949 года. Работа была хорошо принята правительством, и композитор получил Сталинскую премию в следующем году.

## Структура
Оратория длится около 40 минут и состоит из семи частей:
1. Когда Война Закончилась
2. Зов Раздается По всей Стране
3. Память о прошлом
4. Первопроходцы Сажают Леса
5. Бойцы Сталинграда продвигаются вперед
6. Прогулка в будущее
7. Слава

## История

### В тени ждановского указа
По сравнению с большинством других произведений Шостаковича, особенно несколькими его симфониями, слишком легко считать «Песнь лесов» упрощенной и открыто доступной «официальной» пьесой, не помня контекста времени, в котором она была написана. В 1948 году Шостаковича, как и многих других композиторов, снова осудили за формализм в Ждановском указе. Упрощенные и откровенно доступные композиции-это именно то, чего требовала Партия. Шостакович был не единственным, кто писал «безопасные» произведения в это время. Прокофьев сочинил свою ораторию «На страже мира» и Мясковский написал свою 27-ю симфонию. Тем не менее, советские нападки на композиторов были как произвольными, так и непредсказуемыми, в немалой степени из-за неопределенности, связанной с теорией социалистического реализма в музыке и тем, как ее следует применять. Марина Фролова-Уокер так сформулировала ситуацию:

«Социалистический реализм» так и не был разработан как последовательная теория, хотя огромные усилия были затрачены на попытки создать иллюзию таковой. Скорее, это сводилось всего лишь к ряду лозунгов с неясными серыми долинами между ними. По правде говоря, чиновники сочли эту расплывчатость и отсутствие согласованности слишком полезными, чтобы ими жертвовать, поскольку это позволяло им неограниченно гибко манипулировать художниками. Учитывая две работы схожего характера, одну можно было бы похвалить, а другую осудить, в соответствии с какой-то сиюминутной официальной прихотью. Нападки на композиторов иногда основывались не более чем на страхе, что отсутствие критики может привлечь нежелательное внимание к соответствующему критику: никто не хотел идти в ногу.
Для Шостаковича история 1936 года повторилась, только на этот раз он был не один. Большинство его работ были запрещены, он был вынужден публично покаяться, а его семья лишилась привилегий. Юрий Любимов говорит, что в это время", он ждал ареста в ночь на лестничной площадке у лифта, так что, по крайней мере, его семья была бы нарушена". в ближайшие годы Шостакович разделить свои композиции в киномузыка платить арендную плату, официальное работ, направленных на обеспечение официальной реабилитации, и серьезно работает «стол». Последний включал Концерт для скрипки с оркестром № 1 и цикл песен Из Еврейской Народной Поэзии.

### Состав
Исходя из практических соображений и в свете официальной советской критики, Шостакович начал использовать для сочинения две различные музыкальные идиомы. Первый был более упрощенным и доступным в соответствии с руководящими принципами Партии. Второй был более сложным и абстрактным, чтобы реализовать себя художественно. Песня лесов относится к первой категории. В своем «официальном» стиле он поставил текст Евгения Долматовского, поэта, высоко оцененного партией. Долматовский побывал на тогдашних новых лесных плантациях и поделился своими восторженными впечатлениями с композитором
Шостакович создает дугу от открывающего воспоминания о просторах русских степей с мрачным тревожным воспоминанием о разрушениях только что прошедшей войны до заключительной фуги энергии и самоутверждения. Между этими двумя пунктами находится серия хоровых песен, в которых народ призывает к посадке лесов и связывает преобразование природы с построением коммунистического общества («Приблизим коммунизма век», «Восходит заря коммунизма»). Сочиняя эту композицию, Шостакович прочитал статью в школьной газете своей дочери о группах пионеров, принявших участие в проекте посадки. Он попросил Долматовского поставить дополнительные строки для детского хора, чтобы представить усилия пионеров. Лирическое движение непосредственно перед финалом напоминает недавно подвергнутую критике Восьмую симфонию, хотя и более «доступным», чтобы избежать порицания. Последняя фуга, по мнению Шостаковича, была риском, поскольку фуги считались признаком формализма. Используя русскую народную песню в качестве основы для движения и потенциала цитирования Глинки в качестве основы, он существенно исправил старые ошибки и избежал критики.

### Контрольно-измерительные приборы
Деревянный духовой: 3 флейты (3-е удвоение пикколо), 3 гобоя (3-е удвоение английского рожка), 3 кларнета, 2 фагота
Латунь: 4 рога, 3 трубы, 3 тромбоны, туба
Перкуссия:
литавры
треугольник, малый барабан, тарелки, глокеншпиль
Другое: селеста, 2 арфы, струны
Духовой оркестр: 6 трубы, 6 тромбоны

## Текст
Полная кантата состоит из 7 разделов.
1. Когда окончилась война
2. Оденем Родину в леса
3. Воспоминание о прошлом
4. Пионеры сажают леса
5. Комсомольцы выходят вперед
6. Будущая прогулка
7. Слава

Призыв «Оденем Родину в леса!» повторяется как рефрен во второй части кантаты:
Звучит призыв на всю страну,
Разносит ветер голоса:
«Объявим засухе войну,
Оденем Родину в леса,
Оденем Родину в леса!»

## Продолжающаяся популярность
Хотя «Песнь о лесах» не считалась ни лучшей, ни самой популярной в творчестве Шостаковича, ее продолжают исполнять и записывать из-за её привлекательности и вдохновляющей составляющей. Воспоминания о хоре мальчиков из «Пиковой дамы» Чайковского перекликаются с Глинкой и даже Мусоргским. Кроме того, существует прямое влияние симфонии в песнях Густава Малера «Песнь о земле» (Das Lied von der Erde), особенно интроспективной третьей и четвертой частей. Шостакович намекает на это в сходстве названий двух композиций. Пропагандистская ценность «Песни о лесах», возможно, была чисто поверхностной, но этого было достаточно, чтобы удовлетворить партийных идеологов.

### Намёк на чиновничество
Тем не менее, композитор счел эту ораторию позорным произведением. Перед премьерой произведения друг Шостаковича сказал ему: "Было бы так хорошо, если бы вместо Сталина у вас была, скажем, королева Нидерландов—она большая поклонница лесовосстановления. Композитор ответил: "Это было бы замечательно! Я беру на себя ответственность за музыку, но что касается слов… ".
По иронии судьбы, эта работа меньше всего прославляла Сталина. Ожесточенные бои Второй мировой войны вырубили леса на огромных территориях Советского Союза, и забота о замене и расширении лесных угодий стала серьезной проблемой в ближайшие послевоенные годы. Это обращение к лесным насаждениям было основной музыкальной идеей в оратории, при этом Сталин получил только несколько формальных фраз. После смерти Сталина ораторию до развала Советского Союза исполняли без всякого упоминания Сталина. За свою работу Шостакович получил Сталинскую премию.